# 兵庫県道154号千種新宮線
兵庫県道154号千種新宮線（ひょうごけんどう154ごう ちくさしんぐうせん）は、兵庫県宍粟市からたつの市に至る一般県道である。

## 概要
宍粟市千種町黒土からたつの市新宮町角亀に至る。
元来千種上郡線と呼ばれていたが、1994年（平成6年）の播磨科学公園都市の整備に伴い、周辺道路の路線変更があり、この中で終点位置がたつの市新宮町に変更となったため、路線名称も千種新宮線と変更された。

### 路線データ
- 起点：宍粟市千種町黒土（千草南交差点、国道429号交点）
- 終点：たつの市新宮町角亀（角亀交差点、兵庫県道44号相生宍粟線交点）
- 総延長：30.636 km

## 路線状況

### 重複区間
- 兵庫県道53号宍粟下徳久線（宍粟市山崎町土万・土万三差路交差点 - 宍粟市山崎町葛根）
- 国道179号（佐用町乃井野・新橋西詰交差点 - たつの市新宮町下莇原）

## 地理

### 通過する自治体
- 宍粟市
- 佐用郡佐用町
- たつの市

### 交差する道路
| 交差する道路                                      | 市町村名 | 市町村名 | 交差する場所                 | 交差する場所        |
| ------------------------------------------------- | -------- | -------- | ---------------------------- | ------------------- |
| 国道429号 鳥取県道・兵庫県道72号若桜下三河線 重複 | 宍粟市   | 宍粟市   | 千種町黒土                   | 千草南交差点 / 起点 |
| 兵庫県道520号大沢岩野辺線                         | 宍粟市   | 宍粟市   | 山崎町小茅野（こがいの）     | 千種町交差点        |
| 兵庫県道53号宍粟下徳久線 重複区間起点             | 宍粟市   | 宍粟市   | 山崎町土万（ひじま）         | 土万三差路交差点    |
| 兵庫県道53号宍粟下徳久線 重複区間終点             | 宍粟市   | 宍粟市   | 山崎町葛根（かずらね）       |                     |
| 国道179号 重複区間起点                            | 佐用郡   | 佐用町   | 乃井野                       | 新橋西詰交差点      |
| 兵庫県道433号塩田三日月線                         | 佐用郡   | 佐用町   | 三日月                       | 桜橋交差点          |
| 国道179号 重複区間終点                            | たつの市 | たつの市 | 新宮町下莇原（しもあざわら） |                     |
| 兵庫県道44号相生宍粟線                            | たつの市 | たつの市 | 新宮町角亀                   | 角亀交差点 / 終点   |

### 交差する鉄道
- 姫新線

### 沿線
主要施設
- 宍粟市立千種小学校
- 宍粟市立千種幼稚園
- 佐用町立三日月小学校
- JR西日本姫新線 三日月駅
- 佐用町役場三日月支所
- 播磨科学公園都市
- E29 播磨自動車道 1 播磨新宮IC

自然景観
- 鷹巣川
- 志文川
- 角亀川